# Campeonato Sul-Americano de Rugby de 2000
O Campeonato Sul-Americano de Rugby de 2000 foi a XXII edição deste torneio, foi pela primeira vez realizada dividida em duas "divisões".
A divisão maior (Sul-Americano "A") foi realizada em Montevideu (Uruguai), participaram as  equipas de Argentina, Uruguai e Chile.
A vencedora foi a Seleção Argentina.
A divisão mais baixa (Sul-Americano "B") foi realizada em São Paulo (Brasil), com a participação do Brasil, Peru e Venezuela. A vencedora foi a Seleção Brasileira

## Divisão A
| 12 de Novembro de 2000 |        |       |            |
| Uruguai                | 11 - 9 | Chile | Montevideu |
|                        |        |       | Montevideu |

| 16 de Novembro de 2000 |         |       |            |
| Argentina              | 18 - 16 | Chile | Montevideu |
|                        |         |       | Montevideu |

| 18 de Novembro de 2000 |         |           |            |
| Uruguai                | 19 - 29 | Argentina | Montevideu |
|                        |         |           | Montevideu |

### Classificação
| Seleção   | Vitórias | Empates | Derrotas | Pontos a favor | Pontos contra | Pontos +/- | Pontos |
| --------- | -------- | ------- | -------- | -------------- | ------------- | ---------- | ------ |
| Argentina | 2        | 0       | 0        | 47             | 35            | +12        | 4      |
| Uruguai   | 1        | 0       | 1        | 30             | 38            | -8         | 2      |
| Chile     | 0        | 0       | 2        | 25             | 29            | -4         | 0      |

Pontuação: Vitória = 2, Empate = 1, Derrota = 0 

### Campeão
| Campeonato Sul-Americano de Rugby 2000 |
| -------------------------------------- |
| ARGENTINA Campeã (21º título)          |

## Divisão B
| 12 de Novembro de 2000 |        |      |           |
| Brasil                 | 53 - 0 | Peru | São Paulo |
|                        |        |      | São Paulo |

| 16 de Novembro de 2000 |         |      |           |
| Venezuela              | 54 - 13 | Peru | São Paulo |
|                        |         |      | São Paulo |

| 18 de Novembro de 2000 |         |           |           |
| Brasil                 | 30 - 12 | Venezuela | São Paulo |
|                        |         |           | São Paulo |

### Classificação
| Seleção   | Vitórias | Empates | Derrotas | Pontos a favor | Pontos contra | Pontos +/- | Pontos |
| --------- | -------- | ------- | -------- | -------------- | ------------- | ---------- | ------ |
| Brasil    | 2        | 0       | 0        | 83             | 12            | +71        | 4      |
| Venezuela | 1        | 0       | 1        | 66             | 43            | +23        | 2      |
| Peru      | 0        | 0       | 2        | 13             | 107           | -94        | 0      |

Pontuação: Vitória = 2, Empate = 1, Derrota = 0 

### Campeão Divisão B
| Campeonato Sul-Americano de Rugby 2000 Divisão B |
| ------------------------------------------------ |
| BRASIL Campeão (1º título)                       |